# 嘲風

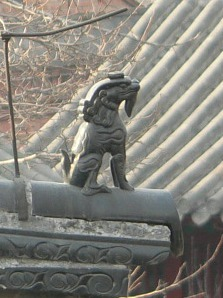
嘲風

嘲風（ちょうふう）は、李東陽が著した『懐麓堂集』の説による竜生九子の一つ。姿は鳳凰に似て鳥の化身である。普段は険しいところを好む。遠くを眺める事を好むともされ、建物の屋根の軒の上に立っている。軒の上にいる、ということで、シーサーの起源である、という説がある。